# Ptygmatophora staudingeri
Ptygmatophora staudingeri är en fjärilsart som beskrevs av Hugo Theodor Christoph 1881. Ptygmatophora staudingeri ingår i släktet Ptygmatophora och familjen mätare. Inga underarter finns listade.